# Middeleeuws klimaatoptimum

De middeleeuwse warme periode was een regionaal fenomeen. De wereldwijde temperatuur was niet hoger dan gemiddeld.

Het middeleeuws klimaatoptimum, ook wel bekend als de middeleeuwse zomer of de middeleeuwse warme periode (MWP), is een periode ten tijde van de hoge middeleeuwen met een significant hogere temperatuur dan de voorafgaande en navolgende  perioden. De middeleeuwse warme periode  duurde grofweg van 950 tot 1250. Het warmere klimaat manifesteerde zich vooral op het noordelijk halfrond; zuidelijker, bijvoorbeeld in Antarctica, hebben paleoklimatologen deze opwarming niet teruggevonden in de ijskernen.
Het is tijdens deze periode dat onder andere de wijnbouw in de Nederlanden zijn grootste bloei kende. Na de dertiende eeuw koelde het klimaat af, wat vanaf de zestiende eeuw tot de Kleine IJstijd zou leiden.

## Initieel onderzoek
Over het algemeen plaatst men het middeleeuwse klimaatoptimum in de periode van ongeveer 950 tot 1250, dat is ongeveer gelijktijdig met de Europese hoge middeleeuwen. In 1965 publiceerde Hubert Lamb, een van de eerste paleoklimatologen, de resultaten van zijn onderzoek, waarin hij gebruik maakte van botanische gegevens, historische documenten en meteorologische gegevens, gecombineerd met bewaard gebleven data over de temperatuur en regenval in Engeland rond 1200 en rond 1600. Hij stelde dat zich op vele onderzoeksgebieden bewijs heeft opgehoopt dat wijst op een merkbaar warmer klimaat in vele delen van de wereld gedurende enige eeuwen zo rond 1000-1200, en dat deze periode werd gevolgd door een daling van de temperatuurniveaus tot en met de periode tussen 1500 en 1700, de koudste fase sinds de laatste ijstijd.
Deze warme periode werd bekend als de MWP en de koude periode werd Little Ice Age (LIA) genoemd. Nochtans werd deze categorisering door andere onderzoekers ter discussie gesteld. Het eerste IPCC rapport (IPCC First Assessment Report) uit 1990 sprak van een mogelijk niet wereldwijde, maar slechts plaatselijke middeleeuwse warme periode rond 1000 n.Chr., en van een Kleine IJstijd, die pas zou zijn geëindigd in het midden of het laatste deel van de negentiende eeuw. Het derde rapport (IPCC Third Assessment Report) uit 2001 vatte de stand van zaken van het onderzoek op dat moment als volgt samen: ...het huidige bewijs ondersteunt geen mondiale synchrone perioden van afwijkende koude of warmte in dit tijdsbestek, en de conventionele termen Kleine IJstijd en middeleeuwse warme periode lijken van beperkt nut te zijn bij het beschrijven van trends in de hemisferische of mondiale gemiddelde temperatuurveranderingen in de afgelopen eeuwen. Mondiale temperatuurregistraties, die uit ijskernen, boomringen en sedimenten in meren zijn verkregen, hebben aangetoond dat de aarde in de 'middeleeuwse warme periode', globaal genomen iets koeler (0,03 graden Celsius) was dan in het begin en midden van de twintigste eeuw.
Paleoklimatologen, die regiospecifieke klimaatreconstructies van de afgelopen eeuwen ontwikkelen, duiden hun koudste intervallen traditioneel als "LIA" en hun warmste intervallen als "MWP" aan. Andere klimaatwetenschappers volgen deze conventie en als zij een belangrijke klimaatsgebeurtenis identificeren plaatsen zij deze in de "LIA" of "MWP" tijdsindeling, waardoor zij de door hen gevonden klimaatsgebeurtenissen met de periode associëren. Sommige "MWP" gebeurtenissen zijn dus eerder natte of koude gebeurtenissen dan strikte warmte gebeurtenissen. Dit speelt met name in het centrum van Antarctica, een gebied waarvan men heeft opgemerkt dat de klimaatpatronen soms tegengesteld zijn aan die in het Noord-Atlantische gebied.